# MMORPG
MMORPG (skrót od Massively multiplayer online role-playing game) – rodzaj komputerowych gier fabularnych, w których duża liczba graczy może grać ze sobą w wirtualnym świecie. Podobnie jak w innych rodzajach gier fabularnych gracz wciela się w postać i kieruje jej działaniami.
Dostęp do gier MMORPG zwykle jest zapewniany przez producenta gry. Gry tego typu są bardzo popularne na całym świecie. Trudno jednak oszacować konkretną liczbę, ze względu na fakt, iż wydawcy mają tendencje do podawania liczb ze swoich baz danych, jako ogólną liczbę osób, które w ogóle grało w daną grę. Bazując jednak na dochodach wydawców, liczbę graczy w 2010 szacowano na 61 milionów, z czego 47 milionów tylko w Stanach Zjednoczonych.
Obecnie uznaje się gry MMORPG za podgrupę gier MMO, choć to właśnie MMORPG z tej grupy pojawiło się jako pierwsze.

## Cechy MMORPG
Większość gier MMORPG ma:
- styl gry oparty na grze fabularnej np. Guild Wars czy World of Warcraft, czyli: zadania do wypełnienia, wrogowie do pokonania, coraz to nowszy ekwipunek do zdobycia, uzyskiwanie kolejnych poziomów doświadczenia;
- system rozwijania postaci: wzrost umiejętności i/lub poziomu postaci, dzięki zdobytym punktom doświadczenia;
- ekonomię opartą na handlu między graczami lub między graczami a NPC-ami;
- system gildii lub klanów, do których mogą dołączać gracze;
- mistrzów gry, którzy nadzorują świat gry;
- administratorów, którzy nadzorują pracę serwera gry.

Gry MMORPG są w większości darmowymi produkcjami z opcjonalnym dostępem do sklepu który pozwala nabyć wirtualne przedmioty za walutę premium (zakupioną za prawdziwe pieniądze). Jednak bez żadnych mikrotransakcji istnieje możliwość darmowej zabawy, choć w niektórych grach podobne zakupy przyczyniają się do zdobycia znaczącej przewagi podczas rozgrywki. Jest już niewiele gier MMORPG, które wymagają od graczy stałych opłat abonamentowych, a te, które do niedawna tego wymagały, przeszły na model hybrydowy, albo całkowicie stały się darmowymi tworami, działającymi w modelu Free-to-Play.

## Historia
MMORPG podobne do dzisiejszych istniały od około 1990. Gatunek miał swój początek w latach 70. XX wieku.

### Pierwsze światy
Gatunek MMORPG zapoczątkowały gry tekstowe, tzw. MUD (ang. Multi-User Dungeon, Domain, Dimension). Pierwszą grę tego typu stworzyli Richard Bartle i Roy Mercer w 1978. Były to gry działające na prywatnych serwerach (zazwyczaj na uczelniach, czasami bez wiedzy administratorów), do których można było podłączyć się poprzez Telnet. Gra była rozgrywana poprzez wydawanie poleceń, dzięki którym gracz mógł reagować z otoczeniem.

### Rozwój projektów komercyjnych
Pierwszą internetową grą graficzną był Club Caribe, stworzony przez LucasArts w 1988 na platformę Commodore 64. Gra ta nie była rzeczywistym RPG, chociaż istniały w niej interakcje między graczami. Pierwszym graficznym MMORPG były Neverwinter Nights (AOL), stworzone przez designera Dona Daglowa i programistę Cathryna Matagę. Gra była dostępna dla użytkowników PC od 1991 do 1997. Dostęp do obydwu gier był płatny: kosztował 6 dolarów za godzinę.
Następcą Neverwinter Nights był The Shadow of Yserbius, stworzony przez Joego Ybarry. Gra była dostępna od 1992 do 1996.

### MMORPG o światowym zasięgu
Dostęp do ogólnoświatowego internetu pozwolił producentom gier na tworzenie prawdziwie massive RPG. Było to równoznaczne z uzyskiwaniem profitów od użytkowników z całego świata. Meridian 59 (uruchomiony przez 3DO w 1996) był pierwszym z MMORPG o światowym zasięgu. Pozwolił graczom na obserwowanie świata z perspektywy sterowanych przez nich bohaterów. Był pierwszym MMORPG, który trafił na okładki magazynów traktujących o grach komputerowych.
The Realm Online był projektem uruchomionym przez Sierra Online krótko po Meridian 59. Miał animowaną grafikę 2D, także w scenach walki. Stawiało go to wyżej od MUDów.
W tym samym roku powstała Ultima Online. Miała grafikę 2D a świat był przedstawiany w rzucie izometrycznym.
W tym czasie gry online stawały się coraz bardziej popularne w Korei Południowej. Nexus: The Kingdom of the Winds, stworzony przez Jake’a  Songa, rozpoczął funkcjonowanie w 1996 i od razu został kupiony przez miliony graczy. Następna gra Songa, Lineage, została wyprodukowana w 1998. Była jeszcze większym sukcesem. Rozeszła się wśród milionów graczy w Korei Południowej oraz na Tajwanie.
W 2001 powstała RuneScape, stworzona przez Jagex Ltd. Jest to gra multiplayer, która miała już wówczas około miliona graczy na światową skalę. Kolejną grą był EverQuest, wyprodukowany przez Verant Interactive, a następnie nabyty przez Sony Online Entertainment, poprowadził MMORPG do sukcesu na zachodzie. W 2003 w Korei został opublikowany MapleStory przez firmę Nexon, a później w pozostałych częściach świata. Również w 2003 roku, koreańskie studio Webzen wydało MU Online.
Pod koniec listopada 2003 na koreański rynek trafiła produkcja PlayNC pod tytułem Lineage 2: The Chaotic Chronicle, która następnie została wydana w kwietniu 2004 na rynek amerykański i europejski. Gra zdobyła wielką popularność w Korei i w USA, oraz zdobyła rzesze fanów w Europie. Jedną z największych sukcesów w historii gier komputerowych zrobiła gra World of Warcraft i chociaż aby móc grać na oficjalnym serwerze, trzeba płacić 13 euro miesięcznie, pudełko z grą zostało sprzedane na całym świecie już w około 13,5 milionach egzemplarzy. W styczniu 2007 ukazał się pierwszy dodatek, World of Warcraft: The Burning Crusade, który sprzedał się w pełnym nakładzie na terenie Polski, a na świecie pierwszego dnia sprzedało się 2,4 mln kopii, co stanowiło ówcześnie rekord świata.